# Минагути, Юко
Юко Минагути (яп. 皆口裕子 Минагути Ю:ко, 26 июня, 1966, префектура Токио) — японская сэйю.

## Позиции в Гран-при журнала Animage
- 1990 год — 20-е место в Гран-при журнала Animage в номинации на лучшую женскую роль[1];
- 1991 год — 20-е место в Гран-при журнала Animage в номинации на лучшую женскую роль[2]

## Роли в аниме
- 1986 год — Приключения Боско (Принцесса Абрикотин);
- 1987 год — Kamen No Ninja Akakage (Аканэ);
- 1987 год — Junk Boy (Кимидзука Хосими);
- 1989 год — Драгонболл Зет (ТВ) (Видель / Пан);
- 1989 год — Голубоглазая Соннет (Юми);
- 1989 год — Mahou Tsukai Sally 2 (Нэнси);
- 1989 год — Явара! (ТВ) (Явара Инокума);
- 1991 год — Majuu Senshi Luna Varga (Вена);
- 1991 год — Принцесса-волшебница Минки Момо (ТВ-2) (Шадоу);
- 1991 год — Это Гринвуд (Мисако);
- 1992 год — Явара! (фильм) (Явара Инокума);
- 1992 год — Apfelland Monogatari (Фрейда);
- 1993 год — Singles (Саки Сакисака);
- 1994 год — Slam Dunk (фильм первый) (Ёко Симура);
- 1994 год — Драгонболл Зет: Фильм десятый (Видель);
- 1994 год — Сейлор Мун S (Хотару Томоэ / Сейлор Сатурн);
- 1994 год — Последняя фантазия: Легенда кристаллов (Линали);
- 1994 год — Драгонболл Зет: Фильм одиннадцатый (Видель);
- 1995 год — Драгонболл Зет: Фильм двенадцатый (Видель);
- 1995 год — Azuki-chan TV (Мать Адзуки-тян);
- 1995 год — Sekai Meisaku Douwa Series: Wow! Maerchen Oukoku (Золушка («Золушка»));
- 1995 год — Драгонболл Зет: Фильм тринадцатый (Видель);
- 1995 год — Повесть о соседях (ТВ) (Аюми Ойкава);
- 1995 год — Золотой парень (Кацуда Наоко);
- 1995 год — Био-охотник (Саяка);
- 1995 год — Azuki-chan (1995) (Мать Адзуки-тян);
- 1996 год — Драгонболл БП (ТВ) (Видель / Пан);
- 1996 год — Повесть о соседях — Фильм (Аюми Ойкава);
- 1996 год — Красавица-воин Сейлор Мун: Сейлор-звезды (Хотару Томоэ / Сейлор Сатурн);
- 1996 год — Явара! (спецвыпуск) (Явара Инокума);
- 1996 год — Икс — Фильм (Хиното);
- 1997 год — Драгонболл БП (спэшл) (Пан);
- 1997 год — Пламя Рэкки (Сакура Мэно);
- 1997 год — Доктор Сламп (ТВ-2) (Мидори Ямабуки (Мидори Норимаки));
- 1998 год — Галактический экспресс 999: Вечная фантазия (Клэйр);
- 1998 год — Сакура — собирательница карт (ТВ) (Надэсико Киномото);
- 1998 год — Леди-Дьявол (Конно Хитоми);
- 1999 год — Беттермен (Каэдэ);
- 1999 год — Александр (ТВ) (Роксана);
- 2000 год — Oh! Super Milk-chan (Голос за кадром);
- 2000 год — Синдзо (ТВ) (Якумо);
- 2000 год — Внеземной малыш (Мики Кодзуки);
- 2000 год — Gensou Maden Saiyuki TV (Яонэ);
- 2000 год — Александр — Фильм (Роксана);
- 2000 год — Инуяся (ТВ-1) (Коюки);
- 2001 год — Сказания Этернии (Фара);
- 2001 год — Последняя Фантазия: Всемогущий (Мария Хаякава);
- 2001 год — Крошечная снежная фея Сахарок (ТВ) (Мать Саги);
- 2001 год — Mahou Yuugi 2D (Пурилун);
- 2001 год — Mahou Yuugi 3D (Пурилун);
- 2002 год — Канон (ТВ-1) (Акико Минасэ);
- 2002 год — История юного Ханады (Мать Син);
- 2002 год — Бесконечная одиссея капитана Харлока (Мимэ);
- 2003 год — Воздушный мастер (Акико);
- 2003 год — Канон OVA (Акико Минасэ);
- 2003 год — Театр Румико Такахаси (Хадзуки Фува (эп. 5));
- 2003 год — Gensomaden Saiyuki Reload (Яонэ);
- 2004 год — Великий Ямато №0 (Хонго);
- 2004 год — Final Approach (Юрика Мэно);
- 2004 год — Пустынная крыса (Нацуко Кавагути);
- 2005 год — Сказочный мушкетёр Красная Шапочка OVA (Мать Соты);
- 2005 год — Fushigi-boshi no Futago-hime (Принцесса Грейс);
- 2006 год — Shibawanko no Wa no Kokoro (Юки-тян);
- 2006 год — Сказочный мушкетёр Красная Шапочка (ТВ) (Сая Судзукадзэ (мать Соты));
- 2006 год — Канон (ТВ-2) (Акико Минасэ);
- 2007 год — Мина — оружие Луны (Микаса Цукуда);
- 2007 год — Птичья песня (Девочка);
- 2007 год — Принцесса чудовищ (Савава);
- 2007 год — Кланнад — Фильм (Коко Ибуки);
- 2007 год — Кланнад (ТВ-1) (Коко Ибуки);
- 2007 год — Yes! Precure 5: Kagami no Kuni no Miracle Daibouken! (Дарк Минт);
- 2008 год — Грехи Кассяна (Ринго);
- 2008 год — Кланнад (ТВ-2) (Коко Ибуки);
- 2008 год — Драгонболл: Сон-Гоку и друзья возвращаются!! (Видель);
- 2010 год — Чу-Бра!! (Рэйка Амахара)
- 2010 год — Starry Sky (Мидзусима Юй)
- 2019 год - Истребитель демонов (Рей)

### Игры
- Akai Ito — Юмэй